# Filipp Kirkórov
Filipp Bedrósovich Kirkórov (en búlgaro: Фи́лип Бедро́сов Кирко́ров; en ruso: Фили́пп Бедро́сович Кирко́ров) (Varna, 30 de abril de 1967) es un cantante y compositor ruso de ascendencia búlgara. Su trayectoria comenzó en la década de 1990 y está considerado uno de los artistas musicales más influyentes de Rusia. Representó a Rusia en el Festival de Eurovisión de 1995.

## Biografía
Filipp Kirkórov nació el 30 de abril de 1967 en Varna (en la entonces República Popular de Bulgaria). Su padre, Bedros Kirkórov, es un cantante búlgaro de ascendencia armenia que ha desarrollado toda su carrera en la Unión Soviética y ha sido incluso condecorado Artista del Pueblo de Rusia, mientras que su madre era rusa. Las lenguas nativas de Filipp son el búlgaro y el ruso, y también habla con fluidez inglés y español.
Tras licenciarse en 1988 por la Escuela Estatal de Música Gnessin de Moscú, comenzó su carrera en el ámbito del pop ruso con fuertes influencias de la música occidental. Ese mismo año conoció a la estrella Ala Pugachova, quien le introdujo en la escena nacional al invitarle a participar en su gira de conciertos. Ambos terminarían siendo novios y formaron matrimonio desde 1994 hasta 2005.
En 1990, Kirkórov ganó el festival de la canción Shlyager-90 en Leningrado con la canción Nebo i zemlya («Cielo y tierra») y publicó su primer álbum en solitario, Filipp (Филипп). Con cada vez mayor presencia en festivales internacionales, en 1994 fue galardonado con el premio «Ovación» al mejor cantante del año, uno de los mayores reconocimientos de la industria musical rusa. Ha recibido además el World Music Award al artista con más ventas de Rusia en cinco ocasiones. A lo largo de su trayectoria ha podido montar su propia productora, lanzar nuevos trabajos, actuar en películas y dedicarse a la producción de musicales y conciertos en todo el país.
Su primera participación en el Festival de la Canción de Eurovisión llegaría en la edición de 1995, cuando representó a Rusia con el tema Kolybelnaya dlya vulkana («Nana para un volcán») y finalizó en decimoséptima posición. Aunque no ha vuelto a concurrir como intérprete, sí ha desarrollado una prolífica carrera como compositor musical de otros representantes: el bielorruso Dmitry Koldun (Work Your Magic, 2007), la ucraniana Ani Lorak (Shady Lady, 2008), las rusas Hermanas Tolmachovy (Shine, 2014) y Sergey Lazarev (You're The Only One, 2016), y los moldavos DoReDos (My Lucky Day, 2018).
En 2008 fue condecorado Artista del Pueblo de Rusia.
Tiene dos hijos por gestación subrogada: Alla-Viktoria (2011) y Martin (2012).
En febrero de 2022, con motivo de San Valentín, se confirma su relación con la también cantante eurovisiva Natalia Gordienko, con quien trabajó para sus candidaturas de Eurovisión 2020 y 2021 respectivamente.

### Apoyo a la anexión rusa de Crimea
Debido a su apoyo público a la anexión rusa de Crimea en 2014 , Lituania ha incluido a Kirkorov en la lista negra a partir del 19 de enero de 2021, lo que significa que el artista no podrá ingresar al país durante cinco años.  Varios de sus conciertos habían sido programados en ciudades lituanas ese año. El 23 de junio de 2021, Kirkorov fue incluido en la lista de "personas que representan una amenaza para la seguridad nacional de Ucrania" y por lo tanto, se le prohibió ingresar a Ucrania por hablar en apoyo de la anexión de Crimea por parte de Rusia

## Discografía
- 1990: Филипп (Philipp)
- 1990: Синдбад-мореход (Sinbat-Morehod)
- 1991: Небо и земля (Nebo I Zemlya)
- 1991: Ты, ты, ты (Ti, Ti, Ti)
- 1992: Такой-сякой (Takoi Sakoi)
- 1994: Я не Рафаэль (Ya Ne Raphael)
- 1995: Примадонна (Primadonna)
- 1995: Скажи Солнцу: „Да!“ (Ckazi Solncu - "Da")
- 1998: Edinstvenaya
- 1998: Ой, мама, шика дам! (Oi, Mama Shika Dam)
- 2000: ЧелоФилия (Chelofilia)
- 2001: Mágico Amor
- 2001: Вчера, сегодня, завтра и... (Vchera, Segodnya, Zavtra...) [en vivo]
- 2002: Влюблённый и безумно одинокий (Vlubloniy I Bezumno Odinokiy)
- 2003: Незнакомка (Neznakomka)
- 2007: For You
- 2011: ДруGOY (DruGOY)
- 2016: Я
- 2020: Романы, Часть 1 (Romany, Chast 1)
- 2020: Романы, Часть 2 (Romany, Chast 2)

## Controversia
Al margen de su carrera musical, Kirkórov está considerado también uno de los artistas más controvertidos de Rusia por los incidentes que ha protagonizado. El más conocido se produjo en 2004, en el transcurso de una rueda de prensa en Rostov del Don. Después de que una periodista le preguntase por qué la mayoría de sus nuevos temas eran versiones de canciones europeas, Kirkórov la insultó delante de las cámaras de televisión y terminó expulsándola de la sala. Más tarde, la misma reportera denunció que la seguridad privada le había golpeado y destrozado su material de trabajo. Al final, el cantante fue condenado a pagarle una indemnización de 60 000 rublos (unos 2000 euros).
También ha mantenido una disputa personal con los miembros de la banda DDT; su vocalista Yuri Shevchuk denunció que los guardaespaldas de Kirkórov le habían intentado agredir, días después de haberle acusado de hacer playback.
En diciembre de 2010, se desveló que Kirkórov había abofeteado a una productora después de una gala de premios. A la semana siguiente, la prensa rusa publicó que el cantante había viajado a Israel para ingresar voluntariamente en un centro psiquiátrico donde recibiría tratamiento. Ambas partes llegaron a un acuerdo en sede judicial y desde entonces no ha protagonizado más incidentes.